# كاميلا دالبي
كاميلا دالبي (بالدنماركية: Camilla Dalby) مواليد 15 مايو 1988 في راندرس، هي لاعبة كرة يد دانمركية تلعب كظهير أيمن. مثلت منتخب الدنمارك لكرة اليد للسيدات. شاركت في دورة الألعاب الأولمبية الصيفية سنة 2012. حققت المركز الثالث في بطولة العالم لكرة اليد للسيدات 2013.

## سجل المنافسة
شاركت في البطولات التالية:
- الألعاب الأولمبية الصيفية 2012
- بطولة العالم لكرة اليد للسيدات 2013
- بطولة أوروبا لكرة اليد للسيدات 2010

## الميداليات
| الميدالية | المسابقة                            |
| --------- | ----------------------------------- |
| برونزية   | بطولة العالم لكرة اليد للسيدات 2013 |

## روابط خارجية
- كاميلا دالبي على موقع الاتحاد الأوروبي لكرة اليد (الإنجليزية)
- كاميلا دالبي على موقع اللجنة الأولمبية الدولية (الإنجليزية)
- كاميلا دالبي على موقع أوليمبيديا (الإنجليزية)